# 腺齿猕猴桃
腺齿猕猴桃（学名：Actinidia rufa）为猕猴桃科猕猴桃属下的一个种。

## 扩展阅读
- 維基物種上的相關：腺齿猕猴桃